# Gernot Reinstadler
Gernot Reinstadler, född 24 augusti 1970 i Zams, Österrike, död 19 januari 1991 i Interlaken, Schweiz, var en österrikisk alpin skidåkare.

## Biografi
Reinstadler, som kom från Jerzens i Tyrolen, var son till den före detta skidåkaren Traudl Eder och skidläraren Adi Reinstadler. Han fullföljde sin skolgång vid folkskolan i Jerzens samt vid skidskolan i Neustift och vid skidhögskolan i Zams.
Han var medlem i det österrikiska skidförbundets (ÖSV) trupp och tävlade i juniorvärldsmästerskapen 1988 och 1989, där hans bästa tävlingsresultat var 13:e plats i utförsåkningen 1989. Även 1989 vann han tre medaljer vid österrikiska ungdomsmästerskapen. Han gjorde sina första framträdanden i världscupen och började träna för Lauberhorns störtlopp i Wengen 1991. Efter att ha slutat på 29:e och 39:e plats i de två träningsloppen, deltog han i kvalificeringen till störtlopp den 18 januari, där de snabbaste 30 löpare tävlade om att kvalificera sig för World Cup downhill. Denna av FISD då beslutade nya testrutin var genomgående omdiskuterad bland åkarna.
Reinstadler startade kvalloppet med startnummer 44. Han fastnade i Ziel-S på grund av för lite tryck på ytterskidan och flög okontrollerat in i skyddsnätet till höger om färdriktningen i målbacken. En skidspets fastnade i nätet, vilket resulterade i en svår bäckenfraktur och allvarliga skador på blodkärlen i buken. Reinstadler fördes till Interlakens sjukhus efter att ha fått första hjälpen längs vägen. Hans liv stod dock inte att rädda utan han avled på sjukhuset under natten trots operation och massiva blodtransfusioner. Träningsloppen i backen fullföljdes, men efter dödsbudet avlystes den slutliga tävlingen.
Reinstadlers mor sade till pressen efter sonens olycka:"När vi fick den stora sjukhusräkningen från sjukhuset några veckor senare ville ÖSV först inte betala den. Det var först när den tyrolska delstatsregeringen satte press på ÖSV som de gav efter".
Till följd av olyckan anpassade ÖSV försäkringsvillkoren för sina idrottare och tätare skyddsnät togs fram för att förhindra att skidorna fastnar. Nu används så kallade skärtåliga skyddspresenningar av plast. Senare togs terrängen vid målhoppet bort och målhoppet desarmerades massivt. Sedan 1992 finns en minnesplakett i målhuset i Lauberhorn-loppen till åminnelse av Reinstadler.